# Гранце
Гра̀нце (на италиански: Granze; на венециански: Granse, Грансе) е село и община в Северна Италия, провинция Падуа, регион Венето. Разположено е на 6 m надморска височина. Населението на общината е 2041 души (към 2011 г.).